# Jörg Landvoigt
Jörg Landvoigt (Brandeburgo sulla Havel, 23 marzo 1951) è un ex canottiere tedesco,fratello gemello del canottiere Bernd Landvoigt.

## Palmarès

### Olimpiadi
- 3 medaglie:
  - 2 ori (Montréal 1976 nel due senza; Mosca 1980 nel due senza)
  - 1 bronzo (Monaco di Baviera 1972 nell'otto)

### Mondiali
- 4 medaglie:
  - 4 ori (Lucerna 1974 nel due senza; Nottingham 1975 nel due senza; Hamilton 1978 nel due senza; Bled 1979 nel due senza)

### Europei
- 1 medaglia:
  - 1 oro (Mosca 1973 nel due senza)